# Temporale in risaia
Temporale in risaia è un dipinto a olio su tela e misura cm 70x86,5 eseguito nel 1896 dal pittore italiano Pompeo Mariani.
È conservato nei Musei Civici di Monza.
L'opera rientra in quel ciclo pittorico dedicato al lavoro delle mondine a partire dal 1895.